# Liese-Aktion
De Liese-Aktion was een Duitse actie tijdens de Tweede Wereldoorlog, die tot doel had Nederlandse mannen te werven voor de Duitse arbeidsinzet. De actie stond onder leiding van de uit Duitsland overgekomen partijfunctionaris Hermann Liese en kreeg daarom al snel de naam Liese-Aktion.

## Aanleiding
De Liese-Aktion kwam er onder meer nadat Duitsland het Ardennenoffensief was begonnen. Bij deze grootschalige Duitse operatie waren erg veel troepen betrokken. Daardoor hadden de Duitsers niet voldoende troepen meer om via grote razzia’s, zoals die in november plaatsvonden in Rotterdam, Den Haag en andere steden, aan nieuwe werkkrachten te komen. Er moest dus een andere methode worden bedacht om in de behoefte aan werkkrachten te voorzien.

## Oproep
Op 24 december 1944 lanceerden de Duitsers een oproep tot arbeid gericht aan alle mannen van de jaargangen 1905 tot 1928 die afkomstig waren uit de provincies Noord-Holland, Zuid-Holland en Utrecht. De gezinsleden van de mannen die te werk zouden worden gesteld, zouden extra levensmiddelen ontvangen. De Duitsers probeerden de hongerige Nederlanders op deze manier lekker te maken. Bovendien zaaiden zij tweedracht door het verlenen van vrijstellingen. Mannen die over een ausweis beschikten, hoefden niet naar Duitsland. Vanaf 5 januari openden de wervingskantoren hun deuren en konden de Nederlandse mannen zich aanmelden.

## Verzet
Zowel de Nederlandse regering in ballingschap als het Nederlandse verzet riepen op tot gezamenlijke tegenstand. Op 27 december besloot het College van Vertrouwensmannen tot principiële afwijzing van het aanvragen van een ausweis in het kader van de Liese-Aktion. Op 31 december vroegen de commandanten van de drie gewapende verzetsorganisaties aan de regering in Londen om de Nederlandse bevolking te instrueren met betrekking tot de Liese-Aktion. Enkele dagen later, op 2 januari 1945, volgde de reactie van de regering; via Radio Oranje riep ze iedereen op om geen medewerking aan de Liese-Aktion te verlenen. Op 9 januari riep de Nederlandse minister-president Gerbrandy de bevolking op geen medewerking aan de Liese-Aktion te verlenen. Ambtenaren en werkgevers die toch zouden meewerken, werd straf in het vooruitzicht gesteld. De tegenacties van de regering en het verzet hadden succes; van de opgeroepen mannen meldde zich slechts acht procent.

## Aanslag Marnixstraat en aanslag ambtenaren
Het Nederlandse verzet liet al op dag één van zich horen in Amsterdam. Een knokploeg pleegde op 5 januari een aanslag op een aanmeldingslokaal door de Spieghelschool aan de Marnixstraat in brand te steken. Een tweede knokploeg belaagde, vlak voor deze aanslag, negen werkwillige ambtenaren, van wie er zes omkwamen.

## Represailles
De eerste reactie van de Duitsers was het neerschieten van vijf verzetsmensen uit het Huis van Bewaring voor die school. Een monument aan de muur herinnert nog aan deze gebeurtenis.
Daarna werden 11 ambtenaren van het Gewestelijk Arbeidsbureau (GAB) Amsterdam gearresteerd en op 18 januari 1945 gefusilleerd op fusilladeplaats Rozenoord. Het betrof Hendrik Abbink, Evert Blanken, Hendrik Jacob Eeltjes, Antonius Henricus Frankenmolen, Gerrit Hoffman, Anton Lotz, Willem Teunis Meedendorp, Marinus Jacobus Pieroen, Adam Petrus Rooth, Pieter Jelle Trap en Willem Venema.

Allen werden in de duinen van Overveen begraven, en zijn na de oorlog op de Erebegraafplaats Bloemendaal herbegraven.